# Frontières de la Lituanie
Cet article recense les frontières de la Lituanie, qu'elles soient terrestres ou maritimes, selon l'expression actuelle de la souveraineté de ce pays avec ses homologues contigus.

## Frontières terrestres et maritimes

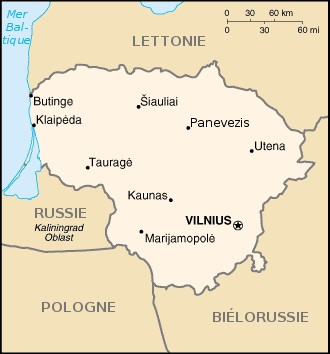
Carte de la Lituanie (en ocre clair) et ses États voisins (en ocre foncé.

La Lituanie possède des frontières terrestres et maritimes avec :
- la Russie : voir Frontière entre la Lituanie et la Russie ;
- la Biélorussie : voir Frontière entre la Biélorussie et la Lituanie ;
- la Pologne : voir Frontière entre la Lituanie et la Pologne ;
- la Lettonie : voir Frontière entre la Lettonie et la Lituanie ;
- la Suède : voir Frontière entre la Lituanie et la Suède.